# مذبحة عيد القديس برثولماوس
مذبحة يوم القديس برثولماوس (بالفرنسية: Massacre de la Saint-Barthélemy)‏، هي سلسلة متعمدة من الاغتيالات المستهدفة وعنف الغوغاء الكاثوليكي الموجه ضد الهوغونوت (البروتستانت الكالفينيين الفرنسيين) وقعت أحداثها عام 1572 خلال الحروب الدينية الفرنسية. يُعتقد تقليديًا أن الملكة كاثرين دي ميديشي والدة الملك شارل التاسع هي من حرضت عليها، وقعت المذبحة بعد أيام قليلة من زواج مارغريت (شقيقة الملك) من الملك البروتستانتي هنري الثالث ملك نافارا في 18 أغسطس، حيث اجتمع العديد من أغنى وأبرز الهوغونوت في باريس الكاثوليكية لحضور حفل الزفاف.
بدأت المذبحة ليلة 23-24 أغسطس 1572 عشية عيد برثولماوس الرسول، وبعد يومين من محاولة اغتيال الأدميرال غاسبارد دي كوليجني (القائد العسكري والسياسي للهوغونوتيين)، أمر الملك شارل التاسع بقتل مجموعة من زعماء الهوغونوت ومن بينهم كوليجني، وسرعان ما انتشرت المذبحة لتشمل جميع أنحاء باريس، استمرت المذبحة لعدة أسابيع وامتدت نحو الريف والمراكز الحضرية الأخرى، تختلف تقديرات عدد القتلى في جميع أنحاء فرنسا بشكل كبير حيث تتراوح من 5000 إلى 30000 قتيل.
شكلت المذبحة نقطة تحول في الحروب الدينية الفرنسية، تعرضت حركة الهوغونوت السياسية لضربة قوية بخسارة العديد من قادتها الأرستقراطيين البارزين، تحول العديد من أعضائها في وقت لاحق وتحديدًا أولئك الذين أصبحوا متطرفين بشكل متزايد، رغم أن إراقة الدماء هذه لم تكن غير مسبوقة، إلا أنها اعتبرت أسوأ المذابح الدينية في القرن. في جميع أنحاء أوروبا، تركت انطباعًا دائمًا لدى المجتمعات البروتستانتية بأن الكاثوليكية كانت دينًا دمويًا وغادرًا.

## خلفية

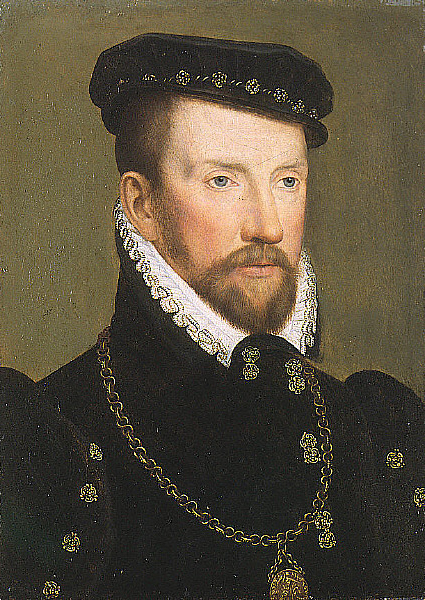
الأدميرال دي كولجيني قائد الهوغونوتيون

كانت مذبحة برثولماوس نقطة الذروة لسلسلة من الأحداث:
- صلح سان جيرمان أونلي الذي أنهى الحرب الدينية الثالثة في 8 أغسطس 1570.
- الزواج بين هنري الثالث ملك نافارا ومارغريت فالوا في 18 أغسطس 1572.
- محاولة اغتيال الأدميرال دي كوليجني الفاشلة في 22 أغسطس 1572.

### الزواج والسلام غير المقبولين
وضع صلح سان جيرمان حداً لثلاث سنوات من الحرب الأهلية بين الكاثوليك والبروتستانت، لكن هذا السلام كان محفوفًا بالمخاطر لأن الكاثوليك المتشددين رفضوا قبوله، كانت عائلة غيس الكاثوليكية المتشددة غير مفضلة في البلاط الفرنسي. أُعيد دخول قائد الهوغونوتيون الأدميرال غاسبار دي كوليني في مجلس الملك في سبتمبر 1571. صُدم الكاثوليك المخلصون بعودة البروتستانت إلى البلاط، لكن كانت الملكة الأم كاثرين دي ميديشي وابنها الملك شارل التاسع دعما للسلام ولكوليجني، إذ كانا مدركين للصعوبات المالية التي كانت تواجهها المملكة والموقف الدفاعي القوي للهوغونوتيون: فقد سيطروا على المدن المحصنة مثل لاروشيل، ولا شاريتيه سور لوار، وكونياك، ومونتوبان.
خططت كاثرين لتزويج إبنتها مارغريت إلى هنري نافاري البروتيستانتي (الملك هنري الرابع مستقبلاً) ابن الملكة جين دالبريت زعيمة الهوغونتيون لترسيخ السلام بين الطرفين الدينيين، عُقد الزواج الملكي في 18 أغسطس 1572. ولم يقبله الكاثوليك المتمسكون بالتقاليد أو البابا، استنكر كل من البابا وفيليب الثاني ملك إسبانيا بشدة سياسة كاثرين نحو الهوغونوت أيضًا.

### التوتر في باريس

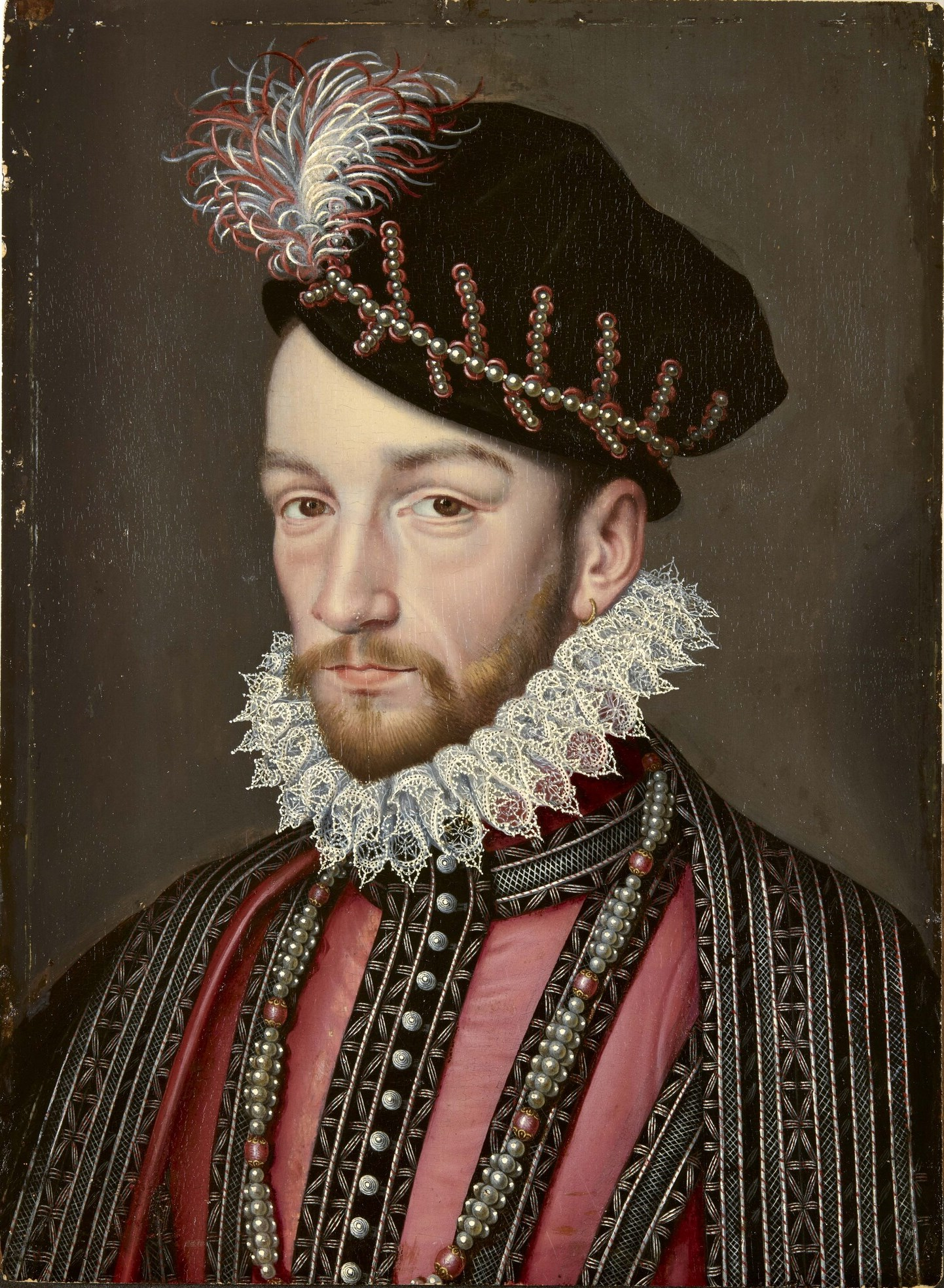
تشارلز التاسع ملك فرنسا

أدى إقتراب موعد الزواج إلى تجمع عدد كبير من البروتستانت المولودين في باريس، ولكن كانت باريس مدينة مناهضة للهوغونوت بشدة، ووجد سكان باريس الكاثوليكيون المتطرفين، وجودهم غير مقبولاً، وشعروا بالرعب بتشجيع من الواعظون الكاثوليك من زواج أميرة فرنسا من بروتستانتي. وأدت معارضة البرلمان الفرنسي وغياب البلاط عن حفل الزفاف إلى زيادة التوتر السياسي.
ومما زاد تفاقم هذا الشعور هو ارتفاع الضرائب وسوء المحاصيل. أدى ارتفاع أسعار المواد الغذائية والبذخ المعروض بمناسبة الزفاف الملكي إلى زيادة التوترات بين العامة من الشعب، كانت احد نقاط التوتر هي وجود صليب في الهواء الطلق تم نصبه في موقع منزل فيليب دي جاستين، وهو الهوغونوت الذي أُعدم عام 1569، هدم حشد من الناس منزله وأقاموا صليبًا خشبيًا كبيرًا على قاعدة حجرية. وبموجب شروط السلام، وبعد مقاومة شعبية كبيرة، أُزيل في ديسمبر 1571 (وأعيد تشييده في مقبرة)، مما أدى إلى مقتل حوالي 50 شخصًا في أعمال شغب، فضلاً عن تدمير الحشد للممتلكات. وكان أقارب عائلة غاستين من بيل أول من قُتلوا على يد الحشد في مجازر أغسطس.
كان البلاط نفسه منقسمة للغاية، ولم تحصل كاثرين على إذن البابا غريغوريوس الثالث عشر للاحتفال بهذا الزواج غير النظامي؛ وبالتالي تردد الأساقفة الفرنسيون بشأن الموقف الذي يجب عليهم اتباعه، تطلب الأمر مهارة من الملكة الأم لإقناع الكاردينال دي بوربون (عم العريس البروتستانتي، ولكنه هو نفسه كان رجل دين كاثوليكي) بالزواج من الزوجين. وإلى جانب ذلك، عادت المنافسات بين العائلات الرائدة إلى الظهور، لم تكن عائلة غيس مستعدة لإفساح المجال أمام منافسيهم عائلة مونتمورنسي. ولم يتمكن فرانسوا، دوق مونتمورنسي وحاكم باريس، من السيطرة على الاضطرابات في المدينة، وفي 20 أغسطس غادر العاصمة وتقاعد في شانتيلي.

### التحول الفكري للهوغونوتيون
اتخذ الخطاب السياسي للهوغونوت لأول مرة في السنوات التي سبقت المذبحة لهجة ليس فقط ضد سياسات ملك معين في فرنسا، ولكن ضد الملكية بشكل عام، كان هذا جزئيًا مدفوعًا بتغيير واضح في موقف جون كالفين في كتابه قراءات عن النبي دانيال، وهو كتاب صدر عام 1561، والذي قال فيه إنه عندما يعصى الملوك الله، فإنهم "يتنازلون تلقائيًا عن سلطتهم الدنيوية" - وهو تغيير من وجهات نظره في أعماله السابقة أنه يجب طاعة الملوك حتى الأشرار. وسرعان ما استجاب الكُتاب الهوغونوتيون هذا التغيير الذين بدأوا في التوسع في كالفن والترويج لفكرة سيادة الشعب، وهي الأفكار التي استجاب لها الكتاب والدعاة الكاثوليك بعنف.
مع ذلك لم تجد الأفكار المناهضة للملكية دعمًا واسع النطاق من الهوغونوت، بين "الملكيين" وغيرهم إلا بعد حصول المذبحة. "يدعوا الآن الكتاب الهوغونوتيون الذين أظهروا غالبًا في السابق ولائهم للملكية، إلى عزل أو اغتيال ملك ملحد أذن بالذبح أو سمح به". وهكذا، كانت المذبحة بمثابة "بداية شكل جديد من البروتستانتية الفرنسية: شكل كان في حالة حرب علنية مع الملكية. وكانت هذه أكثر بكثير من مجرد حرب ضد سياسات الملكية، كما كان الحال في الحروب الأهلية الثلاث الأولى؛ لقد كانت أكثر من مجرد حرب ضد سياسات الملكية". حملة ضد وجود الملكية الغاليكانية نفسها".

### تدخل الهوغونوتيون في هولندا
تصاعد التوتر أكثر عندما وصلت الأخبار إلى باريس في مايو 1572 بأن جيش الهوغونوت الفرنسي بقيادة لودفيغ فون ناسو عبر من فرنسا إلى كونتية هينو الهولندية واستولى على معاقل الكاثوليك في مونس وفالنسيان (الآن في بلجيكا وفرنسا، على حداً)، حكم لويس إمارة أوراني حول أفينيون في جنوب فرنسا بالنيابة عن أخيه فيليم الصامت، الذي كان يقود الثورة الهولندية ضد الإسبان، وهدد هذا التدخل بإشراك فرنسا في تلك الحرب، يعتقد العديد من الكاثوليك أن كولينجي أقنع الملك مرة أخرى بالتدخل إلى جانب الهولنديين، كما تمكن من القيام به في أكتوبر الماضي، قبل تراجع كاثرين عن القرار.

### محاولة إغتيال الأدميرال دي كولجيني
بقي كولجيني وكبار الهوغونوتيون في باريس بعد حفل زفاف الكاثوليكية مارغريت دي فالوا والهوغونوتي هنري النافاري في 18 أغسطس 1572 لمناقشة بعض المظالم المعلقة بشأن صلح سان جيرمان مع الملك، جرت محاولة لاغتيال كوليجني بعد بضعة أيام في 22 أغسطس عندما كان في طريقه عائداً إلى منزله القريب من قصر اللوفر، تسبب أُطلاق النار عليه من نافذة الطابق العلوي إلى إصابته بجروح بليغة، هرب القاتل المحتمل وهو على الأرجح شارل دي لوفييه، لورد موريفيرت (حوالي 1505–1583)، وسط الارتباك الذي أعقب ذلك، تتركز نظريات أخرى حول المسؤول عن الهجوم حول ثلاثة مرشحين:
- ال غيس: كاردينال لورين (الذي كان في روما في ذلك الوقت)، وأبناء أخيه، دوق غيس وأومالي، هم المشتبه بهم الأكثر احتمالاً. أراد قادة الحزب الكاثوليكي الانتقام لمقتل والدهما الدوق فرانسوا دوق غيس، الذي اعتقدوا أن كولجيني قد أمر باغتياله قبل عشر سنوات، حتى أن الطلقة الموجهة إلى الأدميرال دي كوليجني جاءت من منزل يملكه آل غيس.
- دوق ألبا: حاكم هولندا نيابة عن فيليب الثاني. خطط كولجيني لقيادة حملة في هولندا للمشاركة في الثورة الهولندية لتحرير المنطقة من السيطرة الإسبانية، أرسل كوليني خلال فصل الصيف سرًا عددًا من القوات لمساعدة البروتستانت في مونس الذين كانوا محاصرين من قبل دوق ألبا، لذلك كان الأدميرال دي كولجيني يمثل تهديدًا حقيقيًا للدوق.
- كاثرين دي ميديشي: كانت الملكة الأم تشعر بالقلق من أن الملك يصبح تحت سيطرة كولجيني بشكل متزايد، ورد من بين أمور عديدة أن كاثرين كانت تخشى أن يؤدي تأثير كولجيني إلى جر فرنسا لحرب مع إسبانيا على هولندا.[18]